# Lucia Marliani
Lucia Marliani (Milano, 1455 – Milano, 15 dicembre 1522) è stata una nobildonna italiana.
Divenne nota per essere diventata l'amante del duca Galeazzo Maria Sforza, dal quale ebbe molte donazioni.

## Biografia
Figlia di Pietro e di Caterina d'Angera, Lucia Marliani, si sposò ancora molto giovane, nel 1471, con Ambrogio Raverti, essendo suo padre morto quando ella era ancora in tenera età. 

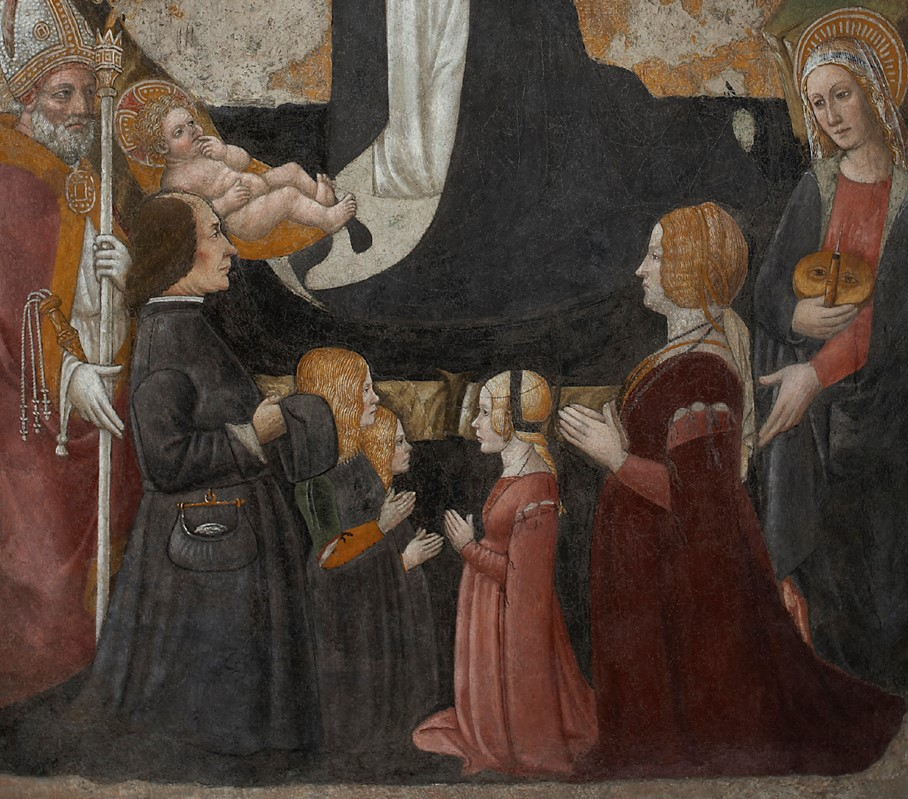
Ritratti di Lucia Marliani con la figlia Ambrosina (a destra) e del marito Ambrogio Raverti con due figli maschi (a sinistra). Dipinto detto Madonna in adorazione del Bambino fra i santi Ambrogio e Lucia alla presenza della famiglia dei donatori Lucia Marliani e il marito Ambrogio Raverti con i figli, Santa Maria delle Grazie a Milano.

Lucia incontra il duca Galeazzo Maria Sforza per la prima volta nel 1474 e ben presto ne diviene l'amante. Da questi ebbe un figlio nel 1475, Ottaviano Maria Sforza, che divenne vescovo di Lodi e Sezze.
Nel gennaio del 1475 Galeazzo Maria assegnò a Lucia il feudo di Melzo e Gorgonzola coi rispettivi castelli oltre a molti gioielli e pietre preziose come parte, si disse, di un contratto mai ritrovato che lo stesso duca avrebbe siglato col marito della Marliani. Il conte Raverti si impegnava a non avere rapporti con la moglie ed in cambio il duca lo nominò podestà di Como e Capitano di Giustizia a Milano.
Quando il 26 dicembre 1476 il duca Galeazzo Maria Sforza muore pugnalato sulla soglia della chiesa di Santo Stefano a Milano, inizia la decadenza di Lucia e in breve tempo, sotto il governo del duca successore Ludovico il Moro, ella perde non solo le ricchezze, ma anche le proprietà donatele dal defunto Sforza. Ludovico il Moro le impone di rinunciare all'ingiustificato potere che le era stato assegnato e già dal 1477 Lucia restituisce i feudi di Melzo e Gorgonzola alla corona ducale. Per compensarla delle perdite subite, Ludovico il Moro  concede contestualmente a Lucia la proprietà del castello e delle terre di Cusago, appena fuori le porte di Milano, unitamente ad una rendita annua che le sarà corrisposta direttamente dalla corte milanese. Inoltre, nel 1481, i feudi di Melzo e Gorgonzola saranno assegnati ad Ottaviano, figlio avuto dalla Marliani col defunto duca, pur ponendo il giovane ereditiero sotto la tutela dello zio duca.

## Discendenza[1]
Da Ambrogio Reverti:
- Pietro Agostino Reverti, sposato con Ippolita Mantegazza
- Gerolamo Reverti, sposato con Antonia Visconti
- Giovan Pietro Reverti
- Ambrosina Reverti

Da Galeazzo Maria Sforza, duca di Milano:
- Ottaviano Sforza, vescovo di Lodi
- Galeazzo Sforza, conte di Melzo